# بهمان كامل
بهمان كامل (19 يناير 1986 بتبريز في إيران - ) هو لاعب كرة قدم إيراني في مركز الدفاع. لعب مع نادي فولاد خوزستان ونادي نفط طهران ونادي ماشين سازي.